# Nasuticladius ater
Nasuticladius ater är en tvåvingeart som beskrevs av Freeman 1961. Nasuticladius ater ingår i släktet Nasuticladius och familjen fjädermyggor. Inga underarter finns listade i Catalogue of Life.